# Molo stygia
Molo stygia is een vlinder uit de familie van de dikkopjes (Hesperiidae). De wetenschappelijke naam van de soort is voor het eerst geldig gepubliceerd in 1955 door William Harry Evans. Deze naam wordt wel beschuwd als een synoniem van Turesis complanula (Herrich-Schäffer, 1869).